# Sociedad Deportiva Lemona
La Sociedad Deportiva Lemona fue un club de fútbol de España, del pueblo de Lemona en Vizcaya (País Vasco). Fue fundado en 1923 y desapareció en 2012 debido a problemas económicos.

## Historia
La Sociedad Deportiva Lemona nació en 1923. A pesar de ser el club de una localidad muy pequeña (Lemoa tiene poco más de 3000 habitantes), ha conseguido llegar hasta Segunda B, en parte gracias al patrocinio de la empresa Cementos Lemona, una importante empresa cementera radicada en la propia localidad. Debido a ello reciben el apodo de cementeros. Aunque el pueblo dejó hace algunos años de llamarse Lemona y adoptó oficialmente el nombre de Lemoa, que es el nombre en lengua vasca del pueblo; el equipo de fútbol sigue manteniendo la denominación en español de la población en parte debido a su vinculación con Cementos Lemona.
El primer ascenso a tercera lo logró en 1977, ya que hasta entonces había competido siempre en categorías regionales. En 1985 volvió a caer a categoría regional, pero su recuperación fue espectacular ya que logró dos ascensos consecutivos y en la temporada 1987-88 debutó en Segunda B.
El Lemona mantuvo la categoría durante 12 temporadas, siendo su mayor éxito la clasificación en 1997 para los play-offs de ascenso a Segunda, donde fue claramente superado en liguilla por el Xerez CD, Sporting B y At.Gramenet.
Tras perder la categoría en 1999, durante 5 años el Lemona luchó infructuosamente por volver a la Segunda B, clasificándose siempre entre los 4 primeros de la tabla y cayendo en los play-offs de ascenso. En 2004, al quinto intento, el Lemona recuperó la categoría.
Desde entonces vivió varios años de bonanza, en los que casi logra clasificarse para el play-off de ascenso a Segunda división, y quedó subcampeón de la Copa Federación en dos ocasiones. Sin embargo, en la temporada 2011/12 el Lemona volvió a descender a tercera, pero en esta ocasión no pudo hacer frente a los graves problemas económicos por los que pasaba el club, por lo que el 7 de julio de 2012 el SD Lemona consumó su desaparición.

## Datos del club
- Temporadas en 1.ª: 0
- Temporadas en 2.ª: 0
- Temporadas en 2.ªB: 19
- Temporadas en 3.ª: 14
- Temporadas en 3.ª Territorial: 1 (Actual)
- Mejor puesto en la liga: 4.º (Segunda División B de España temporada 96-97)
- Peor puesto en la liga: 20.º (Tercera División de España temporada 79-80)

## Palmarés
- Tercera División de España (2): 2001-02, 2002-03
- Subcampeonato de la Copa Federación (2): 2011, 2012.